# 20th Century Studios

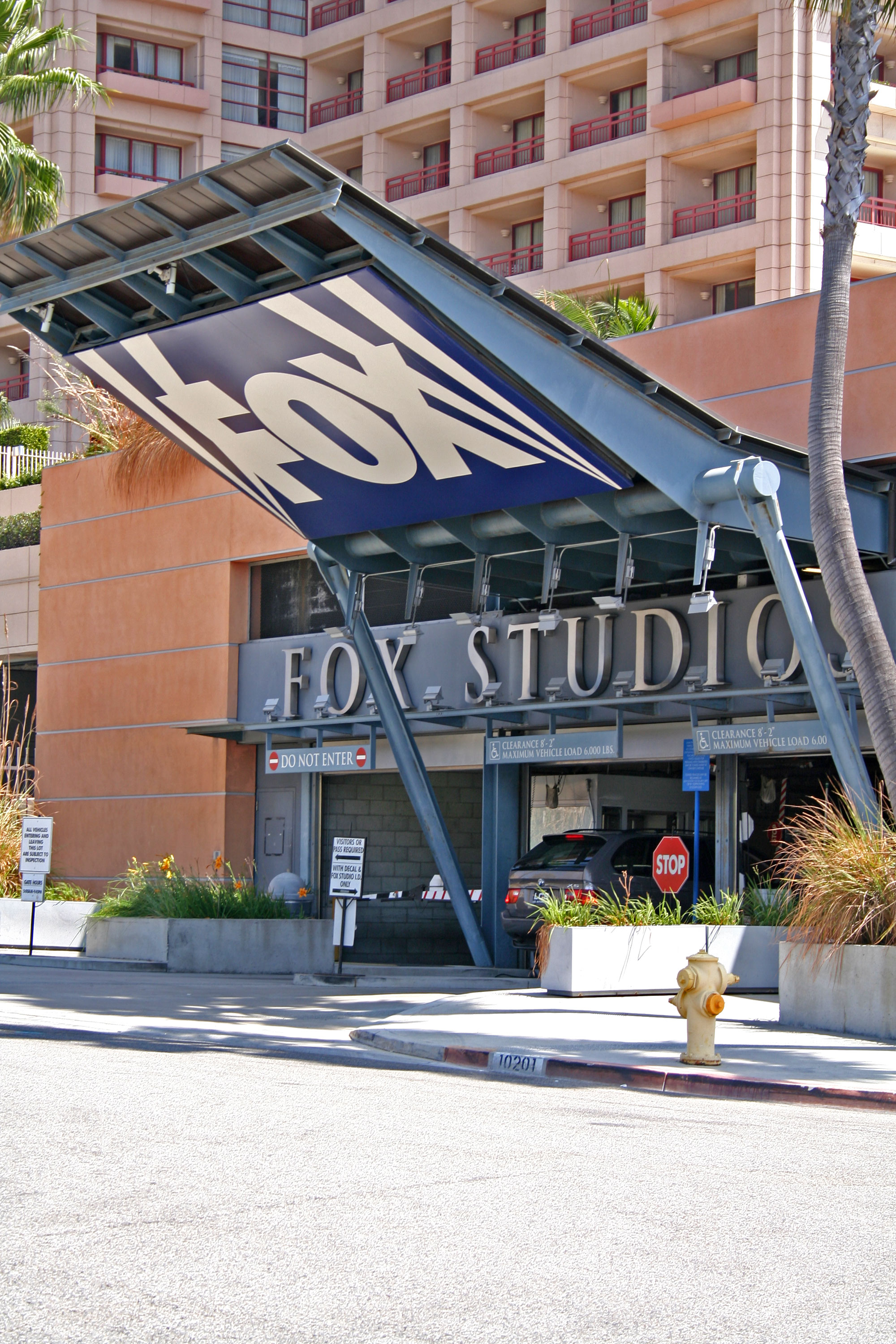
Los estudios de Los Ángeles de Fox Broadcasting Company en 2005.

20th Century Studios, Inc. (anteriormente conocido como Twentieth Century-Fox Film Corporation, estilizado como 20th Century-Fox, y Twentieth Century Fox Film Corporation, estilizado como 20th Century Fox) es un estudio de cine estadounidense filial de Walt Disney Studios, una división de The Walt Disney Company. El estudio está ubicado en los Fox Studios en el área de Century City en Los Ángeles. Walt Disney Studios Motion Pictures distribuye y comercializa las películas producidas por este estudio en los mercados cinematográficos.
Durante más de 83 años, fue uno de los principales estudios de cine estadounidenses; formado a partir de la fusión de Fox Film Corporation y Twentieth Century Pictures en 1935. En 1985 News Corporation adquirió el estudio, que fue reemplazado por 21st Century Fox teniendo como clave Productores de primer orden en 2013 luego de la escisión de sus activos editoriales. En 2019 Disney adquirió "20th Century Fox" mediante su fusión con "21st Century Fox". Disney ahora también posee los derechos de las películas que fueron lanzadas antes de la fusión del estudio (con la excepción de las películas lanzadas originalmente por Fox y posteriormente vendidas a otros estudios, como las que fueron producidas por DreamWorks Animation de 2013-2017, ahora propiedad de Universal Pictures, y los noticiarios de Movietone News, propiedad de Fox News).
Gracias al portal de la revista Variety, se anunció oficialmente que la compañía productora cambiaría sustancialmente de nombre y que a partir de 17 de enero de 2020 pasó a llamarse como "20th Century Studios", junto a su productora hermana "Searchlight Pictures" (anteriormente denominada "Fox Searchlight Pictures") por razones relacionadas al derecho legal de la marca que aún le pertenecen a sus antiguos dueños (Fox Corporation).

## Historia

### Antecedentes
En 1915 William Fox funda Fox Film Corporation. William Fox, fue un pionero en la creación de cadenas de salas de cine, comenzó a producir películas en 1914, y en 1917 logró el éxito al ofrecer la sensación del cine mudo, Theda Bara. Fue más un empresario que un hombre de espectáculo, Fox se concentró en adquirir y construir salas; las películas le eran secundarias. Cuando el sonido llegó al cine, Fox adquirió los derechos de un proceso alemán para el sonido-en-película que llamó "Movietone", en 1926 empezó a ofrecer proyecciones con grabaciones de música y de efectos. El año siguiente dio comienzo a "Noticias Fox Movietone", una presentación semanal de noticias que se presentó hasta 1963. La creciente compañía necesitaba espacio, y en 1926 Fox adquirió trescientos acres en un terreno baldío al oeste de Beverly Hills donde construyó "Movietone City", el mejor estudio equipado de su época.

### Fundación
Joseph Schenck y Darryl F. Zanuck, de Twentieth Century Pictures, dejaron a United Artists tras una disputa de acciones, y comenzaron las conversaciones de fusión con la dirección de Fox Film, bajo el presidente Sidney Kent. Spyros Skouras, entonces director de los teatros de Fox West Coast, ayudó a que esto sucediera (y más tarde fue nombrado presidente de la nueva compañía). Aparte de la cadena teatral y de un estudio de primera clase, Zanuck y Schenck sintieron que Fox no tenía mucho más, ya que había estado tambaleándose desde que el fundador William Fox perdió el control de la compañía en 1930. La estrella más grande del estudio, Will Rogers, murió en un accidente aéreo semanas después de la fusión. Su principal estrella femenina, Janet Gaynor, se estaba desvaneciendo en popularidad y los prometedores James Dunn y Spencer Tracy habían sido abandonados debido al consumo intensivo de alcohol.
Cuando su rival Marcus Loew murió en 1927, Fox intentó comprar las propiedades de la familia; Loew's Inc., que controlaba más de doscientas salas así como también el estudio MGM. Cuando la familia accedió a vender, la fusión de Fox y Loew's Inc. se anunció en 1929. Pero el jefe del estudio de MGM Louis B. Mayer -que no fue incluido en el trato- rehusó, usando conexiones políticas, hizo un llamado a la Unidad antimonopolios del Departamento de Justicia para que bloqueara la fusión. Con la fortuna favoreciendo a Mayer en una curiosa forma, Fox sufrió un accidente automovilístico, y para cuando se recobró, la caída de la bolsa de 1929 había tomado casi toda su fortuna, y puso fin a su ansiada fusión.
Expandido en exceso, y cerca de la bancarrota, Fox fue despojado de su imperio. Fox Film Corporation, con más de quinientas salas, fue puesto bajo administración judicial; una reorganización regulada por la banca se apropió de la compañía por un tiempo, pero era claro que una fusión era la única alternativa para que la corporación pudiera sobrevivir.

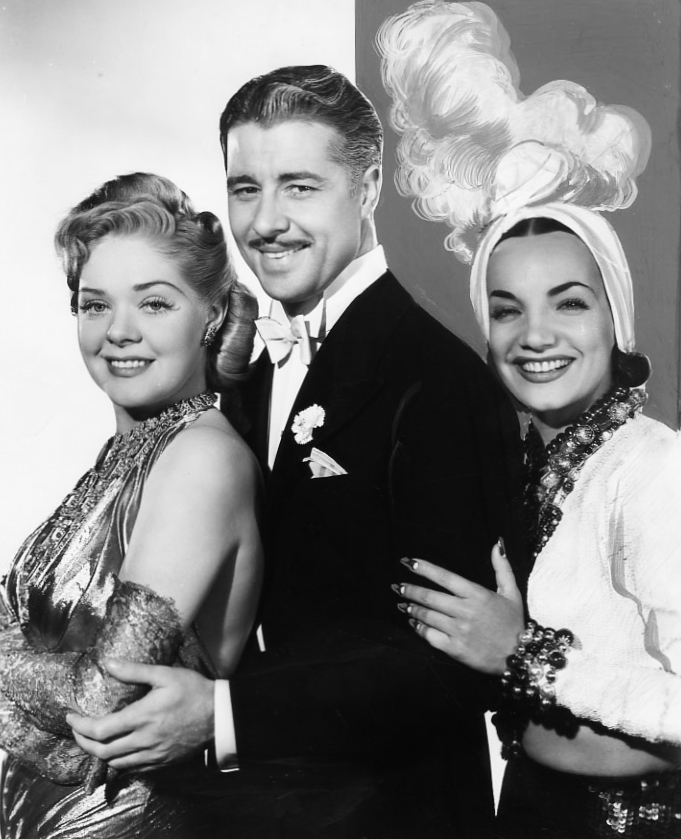
Don Ameche, Alice Faye y Carmen Miranda en la película That Night in Rio (1941).

En Warner Brothers, el director de producción Darryl Zanuck se encontraba en una pelea encarnizada por el dinero; el puño duro de los Warner habían reducido costos en la presión bajando los salarios. Cuando Zanuck pidió su pago completo, rehusaron y el renunció. Días después anunció la creación de una nueva compañía -Twentieth Century Pictures, en asociación con Joseph Schenck, presidente de United Artists. Comenzó a operar a mediados de 1933, estrenando de cuatro a seis películas al año a través de United Artists, Twentieth Century fue un éxito, en parte debido al apoyo financiero de L. B. Mayer y Nicholas Schenck, el hermano de Joseph y director de Loew's Inc.
Dos años después, Joseph Schenk y la jefatura de Fox Films acordaron la decisión de hacer una fusión, Zanuck iba para director de producción y Schenk como jefe ejecutivo. Los observadores de esta combinación ratón-elefante esperaban que la nueva compañía tomara el nombre de "Fox-Twentieth Century". Pero, tomando el nombre de Twentieth Century-Fox Film Corporation, la nueva compañía se creó en 28 de diciembre de 1934.

Logo como 20th Century Fox utilizado desde 1986 hasta 2020.

Además de una cadena de salas y un estudio de primera clase con un gran terreno colindante, Zanuck y Schenck tenían la impresión de que no había mucho más de valor en la compañía Fox Films. La estrella más grande del estudio, Will Rogers, murió en un accidente aéreo, semanas después de la fusión. Su estrella femenina más dominante, Janet Gaybor, estaba cayendo en popularidad. Las promesas masculinas más importantes, James Dunn y Spencer Tracy fueron despedidos por su excesivo consumo de bebidas alcohólicas. Apresuradamente Zanuck contrató a jóvenes actores quienes sostuvieron a la compañía por años: Tyrone Power, Gene Tierney, Don Ameche, Carmen Miranda, Henry Fonda, la patinadora Sonja Henie y Betty Grable (entre sus mayores estrellas). Y en la nómina encontró dos artistas con quienes construiría grandes ganancias, Alice Faye y una niña de siete años llamada Shirley Temple. Zanuck también fue amigo de Marilyn Monroe, también actriz de la Fox y la actriz más memorable de ella.
En 2006 fue declarada culpable por daños ecológicos en la isla de Phi Phi y sacó un fallo a favor de la justicia para anular el contenido directamente sin editar de sus series, programas y películas que se encuentren en las cadenas más conocidas de vídeos de internet.

### Adquisición por parte de Disney
El 14 de diciembre de 2017, The Walt Disney Company anunció planes para comprar 21st Century Fox, lo que incluye también a 20th Century Fox, por 52 400 millones de dólares, El 23 de mayo de 2018, USA Today informó que Comcast planeaba superar a Disney con una oferta en efectivo de aproximadamente 60 000 millones de dólares, que se aumentó a 65 000 millones de dólares en efectivo el 13 de junio ofreciendo a los accionistas de Fox 35 dólares por acción y "el 100 % de las acciones que la compañía dejó después del trato" (relacionado con New Fox). Comcast esperaba que Disney aumentase su oferta e incluyera efectivo como parte del trato. A la semana siguiente, Disney aumentó su oferta a 71 300 millones de dólares y el 19 de julio de 2018, Comcast anunció oficialmente que había retirado su oferta en los activos de Fox para concentrarse en la adquisición del operador europeo de TV de pago Sky. La adquisición de la división de espectáculos 21st Century Fox por Disney dio un paso más hacia su conclusión el día 27 de julio de 2018, cuando los accionistas de ambas compañías aprobaron el acuerdo después de una reunión en un hotel de Nueva York. El voto de los accionistas pone fin a una guerra de ofertas con Comcast que comenzó en mayo de 2018. El trato con Fox ayudará a Disney a competir con el sector tecnológico en el que destacan plataformas como Amazon y Netflix. Después de un proceso de adquisición que tardó 15 meses, el 20 de marzo de 2019 se cerró la compra por 71 300 millones de dólares tras la aprobación de los países restantes.
Después de la compra de 20th Century Fox, Breakthrough se convirtió la primera película de 20th Century Fox en ser distribuida por Walt Disney Studios Motion Pictures.

Logo en horizontal de 20th Century Studios, utilizado como sello sobre los títulos de las películas del estudio tras su adquisición por parte de The Walt Disney Company.

El 17 de enero de 2020, Disney, mediante un anuncio por revista cambia el nombre del estudio a "20th Century Studios", debido a que la marca "Fox" quedó en manos del conglomerado Fox Corporation (conformada por los activos de 21st Century Fox que no fueron adquiridos por Disney).

## Películas más taquilleras a nivel mundial
| N.º | Película                                          | Año  | Taquilla mundial |
| --- | ------------------------------------------------- | ---- | ---------------- |
| 1   | Avatar                                            | 2009 | $2,923,706,026   |
| 2   | Avatar: The Way of Water                          | 2022 | $2,320,250,281   |
| 3   | Titanic (Co-producción con Paramount Pictures)    | 1997 | $2,264,750,694   |
| 4   | Star Wars: Episodio I - La amenaza fantasma       | 1999 | $1,046,515,409   |
| 5   | Bohemian Rhapsody                                 | 2018 | $910,813,521     |
| 6   | Ice Age: Dawn of the Dinosaurs                    | 2009 | $886,686,817     |
| 7   | Ice Age: Continental Drift                        | 2012 | $877,244,782     |
| 8   | Star Wars: Episodio III - La venganza de los Sith | 2005 | $850,035,635     |
| 9   | Independence Day                                  | 1996 | $817,400,891     |
| 10  | Deadpool 2                                        | 2018 | $785,896,632     |
| 11  | Deadpool                                          | 2016 | $782,837,347     |
| 12  | Star Wars: Episodio IV - Una nueva esperanza      | 1977 | $775,398,507     |
| 13  | X-Men: días del futuro pasado                     | 2014 | $746,045,700     |
| 14  | Dawn of the Planet of the Apes                    | 2014 | $710,644,566     |
| 15  | Ice Age: The Meltdown                             | 2006 | $667,094,506     |
| 16  | Star Wars: Episodio II - El ataque de los clones  | 2002 | $653,780,724     |
| 17  | The Martian                                       | 2015 | $630,621,406     |
| 18  | Cómo entrenar a tu dragón 2                       | 2014 | $621,537,519     |
| 19  | Logan                                             | 2017 | $619,180,476     |
| 20  | Life of Pi                                        | 2012 | $609,016,565     |
| 21  | Los Croods                                        | 2013 | $587,266,745     |
| 22  | Night at the Museum                               | 2006 | $574,482,479     |
| 23  | The Day After Tomorrow                            | 2004 | $552,639,571     |
| 24  | Star Wars: Episodio V - El Imperio contraataca    | 1980 | $550,016,086     |
| 25  | X-Men: Apocalipsis                                | 2016 | $543,934,105     |